# حسن اعتمادی (آهنگساز)
حسن اعتمادی آهنگساز و موسیقیدان معاصر است. از نوادگان میرزا نجفقلی طهرانی (دارنده درجه اول خدمتگزاری در حکومت فتحعلی شاه قاجار) به‌شمار می‌رود. پدرِ او حسین خان اعتمادی فرزند میرزا علیرضا (سررشته دار) است. در حکومت قاجار، دستیار مستوفی (مقامی معادل رئیس امور مالی) را سررشته دار می‌خواندند. حسن اعتمادی که در ۲۹ مرداد ۱۳۲۰ در محله پامنار تهران زاده شده، تحصیلات ابتدایی را در دبستان روزبه و دوره متوسطه را در دبیرستان‌های علمیه، پانزده بهمن، خاقانی و ناصرخسرو گذراند تا اینکه موفق به دریافت دیپلم ریاضی شد. از سن دوازده سالگی به تشویق مادربزرگش، آموزش ساز ویولن را نزد اسکندر برهان آزاد آغاز کرد؛ سپس جهت آشنایی روشمند با موسیقی ایرانی به هنرستان شبانه موسیقی تهران رفت و زیر نظر رحمت‌الله بدیعی (متولد ۱۳۱۵) به فراگیری ویولن پرداخت. در ادامه، اصول موسیقی را نزد مصطفی کمال پورتراب (درگذشت ۱۳۹۵) و احمد فروتن راد (درگذشت ۱۳۵۱) یادگرفت.
پس از پنج سال تحصیل در هنرستان موسیقی شبانه، وارد ارکستر هنرستان شده و با توصیه محمدعلی امیرجاهد (درگذشت ۱۳۵۶) رئیس وقت هنرستان شبانه موسیقی، از پرداخت شهریه معاف گردید. در ادامه، وارد ارکستر هنرستان روزانه موسیقی ملّی شد که رهبری اش بر عهده حسین دهلوی (درگذشت ۱۳۹۸) بود. والودیا آواک تارخانیان (درگذشت ۱۳۹۱)، محمود ذوالفنون (درگذشت ۱۳۹۲) و حبیب‌الله بدیعی (درگذشت ۱۳۷۱) از دیگر معلمان موسیقی او بودند. در همین دوره، به مدت پنج سال ردیف‌های ابوالحسن صبا را از حبیب‌الله بدیعی فراگرفت. با پایان دوره هنرستان وارد دوره عالی موسیقی شد که به جهت اشتغال فراگیر در ارکسترهای نکیسا و باربد و… ناتمام ماند. او از سال ۱۳۴۷ نوازندگی در رادیو ایران را آغاز کرد. این همکاری با سازمان صدا و سیما تا سال ۱۳۷۵ ادامه داشت. همکاری با ارکستر سازهای ملّی رادیو و تلویزیون به رهبری مهدی مفتاح (درگذشت ۱۳۷۵) و امیرهمایون خرم (درگذشت ۱۳۹۱)، آهنگ سازی برای خوانندگان رادیو و تلویزیون همانند محمدصفار منتشری، جمال وفایی، بهرام گودرزی و رضا منفرد، ساخت پنج آهنگ برای گروه کُر با اشعار حمید سبزواری، سفرهای هنری متعدد به کشورهای اروپایی و آسیایی و تأسیس آموزشگاه موسیقی نوای محجوبی در سال ۱۳۸۲ از دیگر فعالیت‌های موسیقایی او است.
حسن اعتمادی از ازدواج با خواهر رضا سحبان (درگذشت ۱۳۵۶) شاعر و موسیقدان معاصر، دارای یک پسر و دو دختر است. فرزندش حسین اعتمادی مدرس ویولن و هم‌اکنون مدیریت آموزشگاه موسیقی نوای محجوبی در شهر تهران را عهده‌دار است. در سال‌های اخیر، حسن اعتمادی بیشتر اوقاتش را در یکی از روستاهای شهرستان ساوجبلاغ از توابع استان البرز می‌گذراند.
منابع
حبیب الله نصیری فر، مردان موسیقی سنتی و نوین ایران، ج 3
سایت موسیقی آموزشگاه موسیقی نوای محجوبی
حبیب الله نصیری فر ، گلهای جاویدان و گلهای رنگارنگ ، ص 708 و 709